# Differenzhypothese (Soziolinguistik)
Die Differenzhypothese ist eine Ende der 1960er Jahre von dem amerikanischen Soziolinguisten William Labov entwickelte Annahme, dass die für unterschiedliche soziale Gruppen typischen Sprachgebrauchsformen in Bezug auf die Breite und Differenziertheit der Ausdrucksmöglichkeit sowie hinsichtlich der Erfassung logischer Zusammenhänge funktional äquivalent sind.
Diese These wurde von Labov als kritische Reaktion auf die Defizithypothese von Basil Bernstein aufgestellt, nach der der Sprachgebrauch der Mitglieder sozialer Unterschicht defizitär sei. Nach Labov ist der Sprachgebrauch der sozialen Unterschicht zwar unterschiedlich von dem Sprachgebrauch der Mittel- und der Oberschicht, er soll aber nicht als defizitär angesehen werden.
William Labov hat u. a. den Sprachgebrauch des Standard-Englisch mit dem Nonstandard-Englisch schwarzer Ghettokinder  verglichen. Labov belegt die Komplexität und Systemhaftigkeit sowie die kommunikative Leistungsfähigkeit des Sprachgebrauchs der Ghetto-Kinder. Die Ergebnisse dieses Forschungsprojektes sind im Buch „The Study of Nonstandard English“ nachzulesen.
Labov plädiert dafür, dass nicht eine bestimmte Sprachgebrauchsform als Maßstab angenommen werden soll, sondern das jeweilige Funktionieren und die spezifische Leistung einer Sprachform beschrieben werden soll. Dahinter steht die Auffassung, dass jede Sprachform auf ihren jeweiligen Funktionsbereich angepasst ist. Diese Annahme bildet die Grundlage der modernen Soziolinguistik nicht nur auf Bezug von sozioökonomischen Schichten, sondern auch in Bezug auf andere außersprachliche Parameter.

## Primäre Literatur
- William Labov: The Study of Nonstandard English. National Council of Teachers of English, Washington DC 1969.

## Sekundärliteratur
- Ernst, Peter: Germanistische Sprachwissenschaft. Wien: WUV, 2008 (UTB; 2541), S. 272–277.

## Belege
1. 1 2  Angelika Linke, Markus Nussbaumer, Paul R. Portmann-Tselikas: Studienbuch Linguistik. Niemeyer, Tübingen 1994, ISBN 3-484-31121-5, S. 302.
2. ↑  Angelika Linke, Markus Nussbaumer, Paul R. Portmann-Tselikas: Studienbuch Linguistik. Niemeyer, Tübingen 1994, ISBN 3-484-31121-5, S. 299
3. ↑  William Labov: The Study of Nonstandard English. National Council of Teachers of English, Washington DC 1969.
4. ↑  Universität Osnabrück: Osnabrücker Beiträge zur Sprachtheorie, Band 19 Osnabrücker Beiträge zur Sprachtheorie, Universität Osnabrück. Fachbereich Kommunikation/Ästhetik. Hrsg.: Fachbereich Kommunikation/Ästhetik. Fachbereich 7, Kommunikation/Ästhetik der Universität Osnabrück, 1982, S. 58 (Google Books).
5. ↑  Bastian Heger: Soziolinguistische Überlegungen zum Phänomen Bastian Sick: Die Diskussion in Info DaF oder eine neuerliche Kontroverse um Defizit- und Differenzhypothese. GRIN Verlag, 2010, ISBN 978-3-640-68471-7 (Google Books Seite 4 ff).